# Chorzów Maciejkowice Wąskotorowe
Maciejkowice – zlikwidowana wąskotorowa towarowa stacja kolejowa w Chorzowie, w dzielnicy Maciejkowice, w województwie śląskim, w Polsce. Była to największa stacja na sieci Górnośląskich Kolei Wąskotorowych i zarazem największa w historii kolei wąskotorowych w Polsce, dzięki rozbudowie przeprowadzonej w okresie niemieckiej okupacji w latach 1940-1942. Według stanu na rok 1990 długość stacji między semaforami wjazdowymi wynosiła 1,521 km, stacja posiadała 7,8 km torów stacyjnych, z czego 10 torów głównych miało ponad 300 m długości każdy, 61 rozjazdów (z czego 47 sterowanych centralnie z 2 identycznych nastawni - dysponującej Mc położonej po północno-zachodniej, a wykonawczej Mc1 po północno-wschodniej stronie torów stacyjnych. Stacja Maciejkowice łączyła pięć głównych kierunków wyjazdowych i obsługiwała 4 bocznice zakładowe. 
Na stacji swój początek miały trzy linie kolejowe:
- Linia Maciejkowice – Kopalnia Prezydent
- Linia Maciejkowice – Brzeziny Śląskie Wąskotorowe
- Linia Maciejkowice – Kopalnia Rozalia.

Natomiast przez stację przechodziła linia kolejowa:
- linia Pole Północne – Katowice Szopienice Wąskotorowe

Wszystkie linie miały charakter towarowy oraz były wąskotorowe.